# Wilhelmshaven
Wilhelmshaven (pronunciación en alemán: /vɪlhɛlmsˈhaːfn̩/ⓘ, lit. «puerto de Wilhelm» en bajo alemán: Willemshaven) es una ciudad del norte de Alemania, situada en la parte occidental de la bahía de Jade (Jadebusen).

## Historia
En 1853 el terreno donde se ubica la ciudad fue comprado por Prusia al Gran Ducado de Oldemburgo, con el fin de construir un puerto militar. Fueron construidos los primeros cuarteles a partir de 1858. La ciudad misma fue fundada en 1869 y llamada en honor a su fundador, Guillermo I («Wilhelm» en alemán). Wilhelmshaven fue planeada conforme a un plan militar como una nueva ciudad con un sistema de calles muy regulares. Por eso Wilhelmshaven no cuenta con un casco histórico. Varias aldeas y comunidades fueron incorporadas en la ciudad que se desarrolló rápidamente para ser un puerto militar y al mismo tiempo una ciudad industrial importante. Alcanzó su máximo número de habitantes (133 000) en 1940. Durante la Segunda Guerra Mundial, fue una base importante de los U-Boot alemanes. Se destruyó el 60 % de la ciudad por 102 bombardeos. Fue tomada por los aliados el 6 de mayo de 1945.

## Economía
Wilhelmshaven es la ciudad más grande del centro superior del Estado federado (Bundesland) de Baja Sajonia (Niedersachsen). La ciudad tiene categoría de kreisfreie Stadt en la ría y por esto ha tenido desde siempre tradición de puerto marino. En una parte de su bahía se extrae petróleo. A finales de 2022 inició operaciones la primera unidad flotante de almacenamiento y regasificación de Alemania, la UFAR Höegh Esperanza.

## Lugares de interés
El Ayuntamiento, construido entre 1927 y 1929 por el arquitecto Fritz Höger en estilo del Expresionismo en ladrillo, tiene una torre que mide 49 m de alto y ofrece una vista panorámica de la ciudad y de sus alrededores. El Ayuntamiento es considerado como el monumento característico de Wilhelmshaven.
El Jardín botánico de Wilhelmshaven, fundado en 1947, fue remodelado a partir de 2015 y reinaugurado en 2017. La ruina de la fortaleza Siebethsburg, la residencia de un cacique local construida en 1383 y arrasada en 1435, se ubica en un parque en el norte de la ciudad.  El molino Kopperhörner Mühle fue construido en 1698. La iglesia protestante Christus- und Garnisonskirche, la anterior Iglesia de la Guarnición que fue inaugurada en 1872, gravemente dañada por bombas en 1942 y reconstruida después de la guerra, abriga una exposición de obras de artre y de insignias de honor de la marina de Prusia. El puente Kaiser-Wilhelm-Drehbrücke es un puente giratorio inaugurado en 1907 que tiene 159 metros de largo. En el barrio Bant se puede visitar casas históricas de los trabajadores de los astilleros construidas entre 1872 y 1877.
El paseo Südstrand Promenade, una región turística con una playa y un acuario, se ubica an el sur del centro de la ciudad cerca del Deutsches Marinemuseum (Museo de la Marina Alemana), un museo al aire libre fundado en 1998. El objeto más conocido es el submarino U10. El museo Küstenmuseum (Museo de la Costa) se dedica a la construcción naval y a la navegación. La Kunsthalle (Museo de Artes) fue construida en 1913, destruida en la Segunda Guerra Mundial y reinaugurada en 1968. Se ubica en la Adalbertstrasse, una calle elegante construida sobre el modelo del bulevar Unter den Linden en Berlín a finales del siglo XIX. El monumento del príncipe Adalberto de Prusia (1811-1873), el primer admiral de la marina de Prusia y el fundador de la ciudad, se sitúa también en dicha calle.
Wilhelmshaven no cuenta con una plaza de mercado. Originalmente había un proyecto para construir una plaza de mercado muy amplia rodeada por edificios representativos delante de la estación ferroviaria inaugurada en 1872. En el espacio destinado al mercado, nombrado "Plaza Guillermo I (Friedrich-Wilhelm-Platz)" después del emperador Guillermo I de Alemania, fue, sin embargo, creado un parque que tiene un tamaño de 5,5 hectáreas. Un monumento creado en 1994 del emperador se ubica en el parque en frente de la estación.
El Kurpark cuyo tamaño se eleva a 17 hectáreas es el parque más antiguo de la ciudad. Fue creado a partir de 1870 con dos lagos artificiales y remodelado después de los estragos de la Segunda Guerra Mundial. La Musikmuschel del Kurpark (Concha acústica) construida en 1968 es un local dedicado a interpretaciones de música en vivo. El Rüstringer Stadtpark, el parque más amplio de Wilhelmshaven con 57 hectáreas y creado entre 1914 y 1924 cuenta con un rosario con algo más de 5000 rosas.

## Demografía
| Gráfica de evolución de Wilhelmshaven entre 1853 y 2020 |
|                                                         |